# Остин, Эмили
Эмили Остин (англ. Emily Austin; род. 24 мая 2001, Бруклин, Нью-Йорк, США) — американская журналистка, влиятельный человек в социальных сетях, модель, актриса и независимая телеведущая НБА.

## Биография
Эмили Остин родилась в Бруклине, Нью-Йорк, в семье израильтян светских евреев, и выросла на Лонг-Айленде, Нью-Йорк. Она решила следовать еврейским традициям, училась в Еврейской академии NSHA, которую окончила в 2019 году. Затем поступила в Университет Хофстра, где изучала журналистику.
Остин работала моделью. Она была судьёй конкурса Мисс Вселенная 2022.
Остин присоединилась к израильской миссии при ООН, где занимается английскими коммуникациями и связями с общественностью. Остин писал для таких изданий, как Newsweek. Она несколько раз появлялась в качестве участника дискуссии в программе Fox News «Гатфельд»! После нападения на Израиль 7 октября 2023 года Остин высказывалась по проблеме антисемитизма, выступая в поддержку Израиля в социальных сетях и посещая приграничные общины на юге Израиля в декабре 2023 года.

### Спортивная журналистика
В 2021 году Остин начала свою карьеру спортивной журналистки, обратившись к профессиональным спортсменам для интервью во время пандемии COVID-19 в Соединённых Штатах, когда она ещё училась на втором курсе факультета журналистики в Университете Хофстра. Бывшая спортсменка, Остин начала брать интервью у спортсменов в Instagram для своего видеоблога Daily Vibes with Emily Austin. Это привело её к работе на MTV в программе Music Lives On. Она также работала в Sports Illustrated в качестве ведущей как мероприятий НФЛ, так и соревнований по боксу.
В 2023 году Остин запустила подкаст НБА под названием The Hoop Chat w/ Emily Austin, в котором участвовали игроки НБА, такие как Джош Гидди, Грант Уильямс, Митчелл Робинсон, Иммануэл Куикли, Джейлен Брансон, Чет Холмгрен и другие. В апреле 2024 года Остин началз работать с DAZN над освещением бокса.